# I.F. Stone
I.F. Stone, kort voor Isidor Feinstein Stone (Philadelphia, 24 december 1907 – Boston, 18 juni 1989), was een Amerikaans onderzoeksjournalist en publicist.
Hij wordt het vaakst herinnerd vanwege I. F. Stone's Weekly (1953-71), een nieuwsbrief die in 1999 op de 16e plaats stond in de rangschikking The Top 100 Works of Journalism In the United States in the 20th Century van de faculteit Journalistiek van de New York-universiteit.
Stone’s journalistiek evolueerde van mainstream naar kritisch: in zijn werk hekelde hij zowel de heksenjacht onder de dictatuur van Jozef Stalin als de communistenjacht van het Mccarthyisme en het racisme in de Verenigde Staten. In 1964 was hij vrijwel de enige journalist die de officiële lezing van het Tonkin-incident – aanleiding tot de beginnende escalatie van de Vietnamoorlog – in twijfel trok.  
In zijn lange carrière schreef Stone, naast zijn wekelijkse nieuwsbrief, ook een hele reeks boeken en artikelen. Hij ontving talrijke prijzen, en was het onderwerp van, of de inspiratie voor enkele documentaires.